# Стефан Митровић (кошаркаш)
Стефан Митровић (Вршац, 19. октобар 1996) je српски кошаркаш. Игра на позицији плејмејкера.

## Биографија
Кошарком је почео да се бави 2003. године. Прошао је кроз све млађе категорије Хемофарма. У сезони 2014/15. као један од лидера Јуниорске лиге Србије скренуо је пажњу на себе и направио прве сениорске кораке. У регуларном току јуниорске лиге Србије 2014/15. године бележио је 22,3 поена, 5,9 скокова и 4,6 асистенција по мечу.
Од 2014. до 2018. године члан је сениорске екипе КК Вршац која 2017. године постаје шампион регуларног дела Кошаркашке лиге Србије. У сезони 2017/18. са екипом КК Вршац игра и Другу Јадранску лигу где осваја треће место у регуларном делу сезоне и игра завршни турнир четири најбоље екипе у Чачку. У сезони 2018/19. је био играч КК Младост из Мркоњић Града. Као члан екипе КК Младост 2019. године осваја Куп Републике Српске. У сезони 2018/19. бележи 11,3 поена, 3,1 скок и 3,5 асистенција по мечу.
У јулу 2019. године потписује за екипу МБК Хандлова из Хандлове (Словачка). У сезони 2019/20. као играч Хандлове у првенству Словачке бележи просечно 12,9 поена, 5,4 асистенције (трећи асистент лиге) и 2,7 скокова по мечу.
У октобру 2020. године потписује за словеначки Шентјур.
У августу 2021. године потписује за грчки Короивос. У сезони бележи 10.5 поена, 3 скока и 5.7 асистенција ( у првих пет асистената лиге) по утакмици.
У јуну 2022. продужава уговор са грчким Короивосом на још једну годину. У сезони 2022/2023 бележи 12,1 поен, 3.2 скока и 5.6 асистенција по утакмици уз индекс корисности 14.9.
У јулу 2023. године потписује уговор са екипом Лагуна Шаркс који се такмичи Првој лиги Румуније. У такмичењу бележи 13.3 поена, 2.5 скокова и 5.2 асистенције по утакмици.. 
У јануару 2024.године мења клуб и потписује за КК Сутјеска која се такмичи у Првој кошаркашкој лиги Црне Горе и АБА 2 лиги. 

## Успеси

### Клупски
- Кошаркашка лига Србије (1): 2016/17.